# Саммит Россия — США в Хельсинки (2018)
Са́ммит Россия — США с участием президентов Владимира Путина и Дональда Трампа прошёл 16 июля 2018 года в Хельсинки (Финляндия).
Саммит стал первой полноформатной встречей между российским и американским президентами за период после избрания Дональда Трампа президентом США на первый срок. В ходе переговоров обсуждались основные международные проблемы, а также вопросы, касающиеся российско-американских отношений. Саммит завершился без подписания каких-либо итоговых документов.

## Подготовка
Инициатива в проведении саммита принадлежала президенту США Дональду Трампу, который высказал это предложение президенту России Владимиру Путину в конце марта 2018 года во время телефонного разговора. Тогда же были обсуждены несколько возможных мест для проведения переговоров. Окончательно о решении провести саммит в Хельсинки стало известно 28 июня, после визита в Москву советника президента Трампа по национальной безопасности Джона Болтона.
27 июня в Москве состоялась встреча Джона Болтона и Владимира Путина, на которой были достигнуты окончательные договорённости относительно саммита.
Перед встречей в Хельсинки Дональд Трамп принял участие в саммите НАТО и совершил визит в Великобританию. Выступая в Брюсселе и Лондоне, Трамп сообщил, что в центре переговоров в Хельсинки будут Сирия, Украина и вопросы стратегической стабильности. Трамп также намеревался поднять вопрос о вмешательстве России в президентские выборы в США в 2016 году.
В свою очередь, помощник президента России Юрий Ушаков, говоря о тематике предстоящих переговоров, указывал, что их основным содержанием должно стать «выправление негативной ситуации» в отношениях между США и Россией.
Накануне саммита, 15 июля 2018 года в Вашингтоне, была арестована россиянка Мария Бутина по обвинению в связях с российской разведкой и работе иностранным агентом в США без регистрации. «Дело Бутиной» впоследствии обсуждалось на уровне глав внешнеполитических ведомств России и США; по мнению МИД России, арест Бутиной, приуроченный к встрече президентов России и США в Хельсинки, имел целью «минимизировать её эффект», сорвать итоги саммита.

## Саммит
Первый за время пребывания Дональда Трампа на посту президента США полноформатный российско-американский саммит занял пять часов. Первые два часа Путин и Трамп беседовали без помощников в готическом зале Президентского дворца.
По завершении этой беседы в зеркальном зале дворца состоялись переговоры в расширенном составе (рабочий обед). С российской стороны в этих переговорах приняли участие помощник и пресс-секретарь президента России Юрий Ушаков и Дмитрий Песков, министр иностранных дел Сергей Лавров, посол России в США Анатолий Антонов, специальный представитель президента России по сирийскому урегулированию Александр Лаврентьев; с американской стороны — госсекретарь Майк Помпео, советник президента по национальной безопасности Джон Болтон, посол США в России Джон Хантсман и директор по России и Европе в Совете национальной безопасности США Фиона Хилл.
Президент США в интервью по итогам встречи назвал её «хорошим стартом», добавив, что в ходе беседы два лидера пришли к «важным выводам». По его словам, речь шла о конфликтах в Сирии и на Украине и нераспространении ядерного вооружения. Путин также выразил удовлетворение переговорами, заявив, что «разговор был действительно очень содержательным».
Как следует из заявлений президентов и их ответов на вопросы журналистов, в ходе переговоров обсуждались в основном ранее называвшиеся вопросы.
В сфере межгосударственных отношений оба президента заявили о желании наладить ухудшившиеся отношения и восстановить приемлемый уровень доверия. Никаких договорённостей, способных кардинально улучшить отношения, однако, не было достигнуто.
По вопросам стратегической стабильности и нераспространения оружия массового поражения российская сторона, по словам Путина, представила ряд конкретных предложений. Речь, в частности, идёт о возможном продлении Договора о сокращении стратегических наступательных вооружений (СНВ-3, истекает в 2021 году), а также о Договоре о ликвидации ракет средней и меньшей дальности. Россия также предлагает восстановить двустороннюю рабочую группу по борьбе с терроризмом и создать рабочую группу по кибербезопасности.
Стороны обсудили ситуацию в Сирии и, в частности, пришли к взаимопониманию по проблеме обеспечения безопасности Израиля в связи с присутствием на сирийской территории иранских вооружённых формирований. Путин отметил на пресс-конференции, что после «завершения окончательного разгрома террористов на юго-западе Сирии, в так называемой южной зоне, ситуация на Голанских высотах должна быть приведена в полное соответствие с соглашением 1974 года о разъединении израильских и сирийских войск… Это позволит вернуть спокойствие на Голаны, восстановить режим прекращения огня между Сирийской Арабской Республикой и Израилем, надёжно обеспечить безопасность государства Израиль». США, со своей стороны, не будут препятствовать установлению контроля сирийской армии над территорией Сирии, прилегающей к оккупированным Израилем Голанским высотам.
При обсуждении украинского кризиса Путин обратил внимание на необходимость добросовестной реализации Украиной Минских соглашений. На вопрос об отношении президента США к статусу Крыма Путин ответил за Трампа: «Позиция президента Трампа по Крыму известна, он говорит о незаконности аннексии Крыма. У нас другая точка зрения. Для нас этот вопрос закрыт».
Больше всего внимания на пресс-конференции было уделено вопросу о якобы имевшем место российском вмешательстве в президентские выборы 2016 года в США и сговоре между российским руководством и предвыборным штабом Трампа. Трамп несколько раз повторил, что версия о сговоре комиссией спецпрокурора США Роберта Мюллера отвергнута. В то же время комиссия Мюллера предъявила обвинение в заговоре против США и взломе серверов Демократической партии 12 российским гражданам, которых идентифицировали как сотрудников главного управления Генштаба Вооружённых сил России (ранее называлось ГРУ).
Путин, комментируя этот вопрос, подчеркнул, что российское государство не вмешивается в выборы в других странах, но допустил, что некоторые российские граждане могли симпатизировать Трампу, заявлявшему, что он желает улучшения отношений с Россией. Российское государство, однако, не может нести ответственность за действия частных лиц. Путин предложил американской стороне, исходя из положений действующего двустороннего договора о взаимной правовой помощи по уголовным делам, направить официальный запрос с целью провести допросы тех людей, которых в США считают виновными. Россия даже могла бы согласиться на присутствие официальных представителей США на этих допросах, но на взаимной основе — российским должностным лицам должно быть предоставлено право допросить сотрудников спецслужб США, которых в России считают причастными к деятельности Уильяма Браудера и его компании Hermitage Capital.

## Организация саммита
Власти Финляндии оценили затраты на проведение российско-американского саммита примерно в 10 млн евро. Премьер-министр республики Юха Сипиля написал в своём Twitter, что для финского правительства было честью организовать этот саммит, поскольку его проведение и организация положительно сказываются на имидже страны.
Саммит в Хельсинки стал первой зарубежной поездкой президента России, где для перевозки российского главы государства был задействован новый президентский служебный автомобиль Aurus Senat (aka «Кортеж»), впервые показанный широкой публике на инаугурации президента в 2018 году.

## Оценки результатов
Дональд Трамп подвергся жёсткой критике со стороны западных СМИ и оппонентов в Конгрессе США (как демократов, так и республиканцев) за недостаточно жёсткую позицию в отношении российского лидера и за заявления, сделанные им на пресс-конференции, — в первую очередь, по вопросу о вмешательстве России в американские выборы.
Что касается президента Путина, то западные СМИ и политологи сходятся во мнении, что саммит стал для него победой.

## Последовавшие события
Как стало известно, президент Путин в ходе саммита при обсуждении ситуации на Украине предложил рассмотреть вопрос о возможном проведении на востоке Украины референдума под контролем ООН. 19 июля Путин сказал об этом на совещании с послами и постоянными представителями Российской Федерации. Агентство «Интерфакс» со ссылкой на информированный источник уточнило, что на референдуме речь должна была идти не о вступлении непризнанных ДНР и ЛНР в состав России, а об их автономии в составе Украины. Пресс-секретарь Совета национальной безопасности США Гаррет Маркиз заявил, что администрация Белого дома не намерена поддерживать это предложение.
19 июля официальный представитель Белого дома Сара Сандерс сообщила, что Дональд Трамп поручил советнику по национальной безопасности Джону Болтону пригласить Владимира Путина в Вашингтон осенью 2018 года. Однако позже американская сторона решила отложить следующую встречу на 2019 год.
По словам Сары Сандерс, в Хельсинки президенты США и России также согласовали «постоянный диалог на рабочем уровне между сотрудниками Советов безопасности двух стран». Как сообщил 20 июля начальник Национального центра управления обороной Российской Федерации генерал-полковник Михаил Мизинцев, в ходе саммита Владимир Путин и Дональд Трамп достигли ряда договорённостей по Сирии, в рамках которых российская сторона подготовила и направила США предложения по организации возвращения сирийских беженцев в места их постоянного проживания. В частности, речь идёт о создании на базе Амманского мониторингового центра совместной российско-американско-иорданской группы, а также о формировании аналогичной группы на территории Ливана. Россия также предложила создать совместную группу по финансированию восстановления инфраструктуры Сирии. По оценкам российских военных, в ходе боевых действий Сирию покинули более 6,9 млн человек. По предварительной оценке, вернуться в места постоянного проживания в ближайшее время могут более 1,7 млн сирийцев, тогда как власти готовы разместить лишь 336 тыс. в связи с тем, что в крупных городах и населённых пунктах в зоне боевых действий инфраструктура разрушена на 40-70 %.
25 июля Госдеп США опубликовал Крымскую декларацию, согласно которой Соединенные Штаты не признают Крым частью России. Документ, подписанный госсекретарем Майком Помпео, опубликован на сайте внешнеполитического ведомства. Составители данного документа отметили, что Крым был «захвачен силой, что противоречит международному праву». Также американские власти призвали Россию прекратить «оккупацию» Крыма и «уважать» принципы международного права. Выступая на слушаниях в комитете по иностранным делам Сената США, господин Помпео подчеркнул, что считает «конструктивным» введение новых санкций в отношении России.

## Фотогалерея

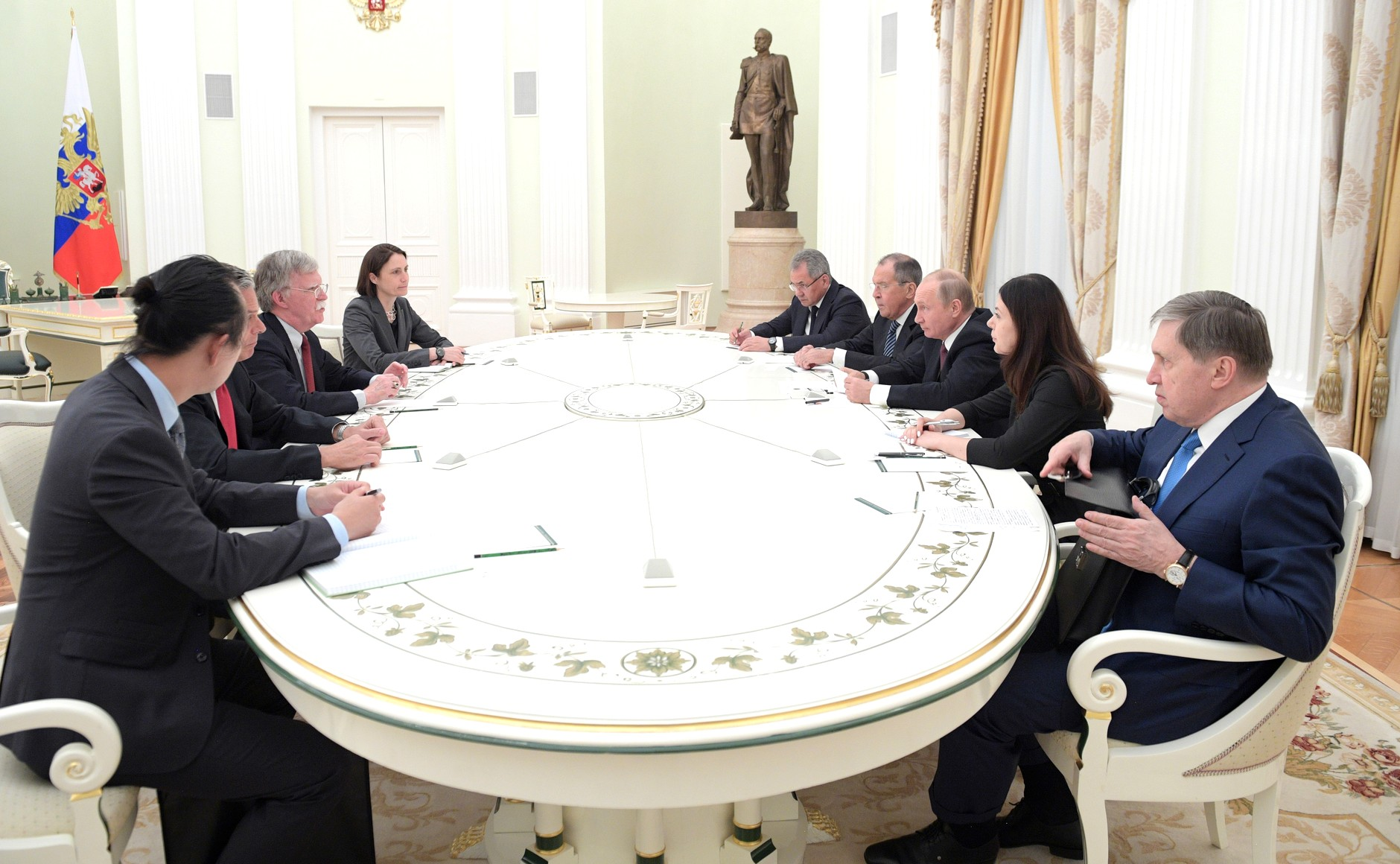
Переговоры президента России Владимира Путина и советника президента США Джона Болтона в Москве 27 июня 2018 года
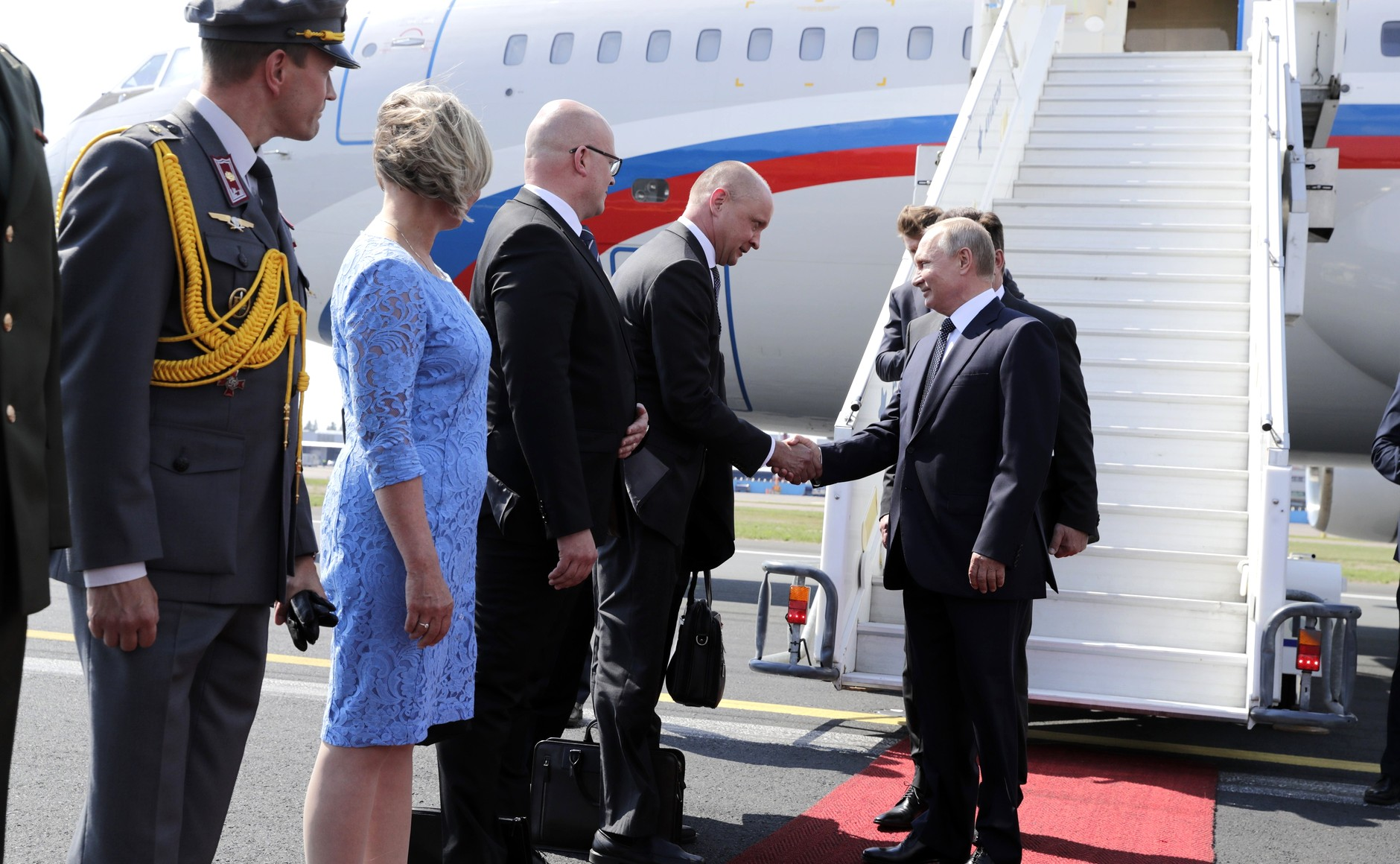
Прибытие Владимира Путина в Хельсинки для участия в саммите
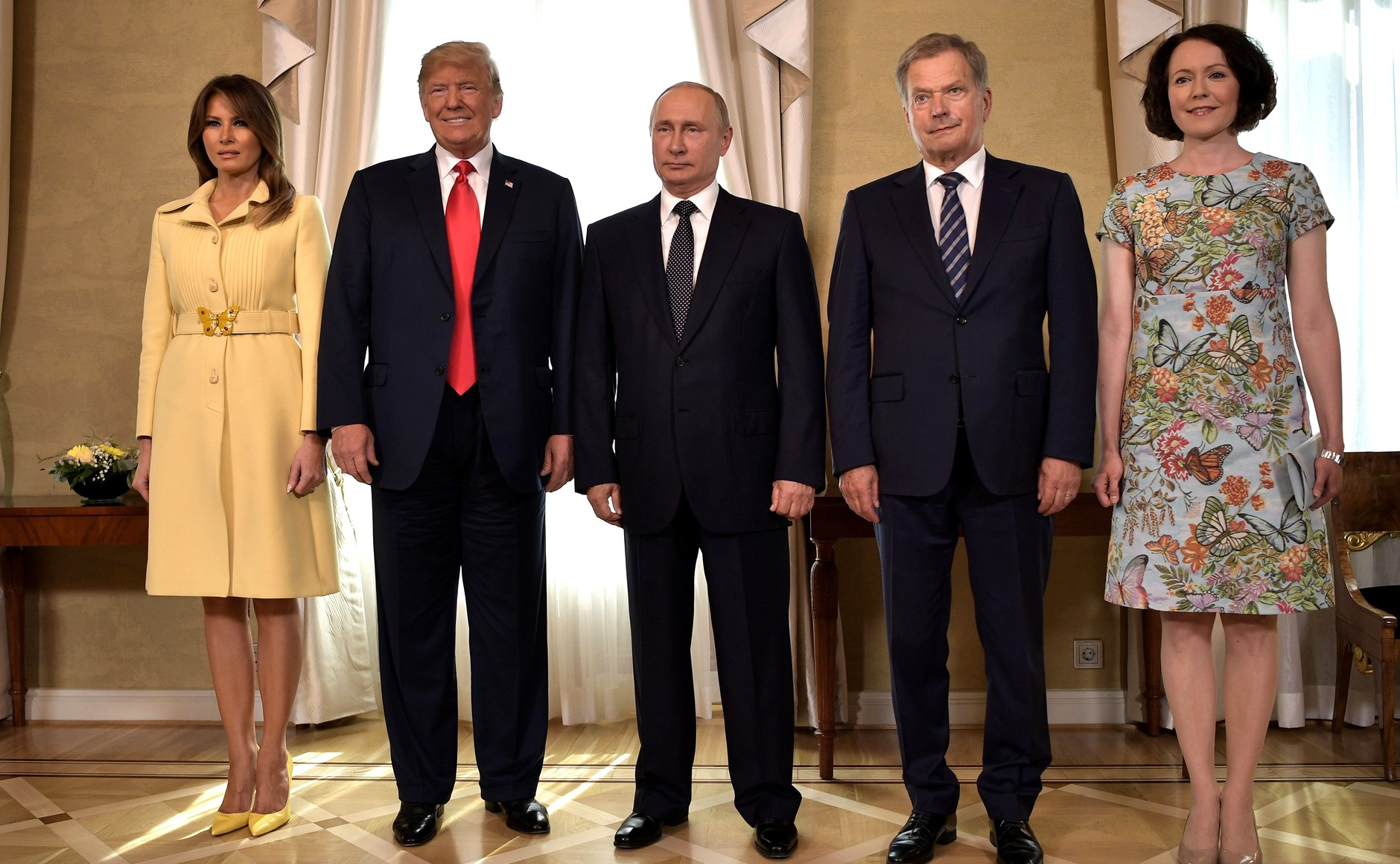
Совместное протокольное фотографирование
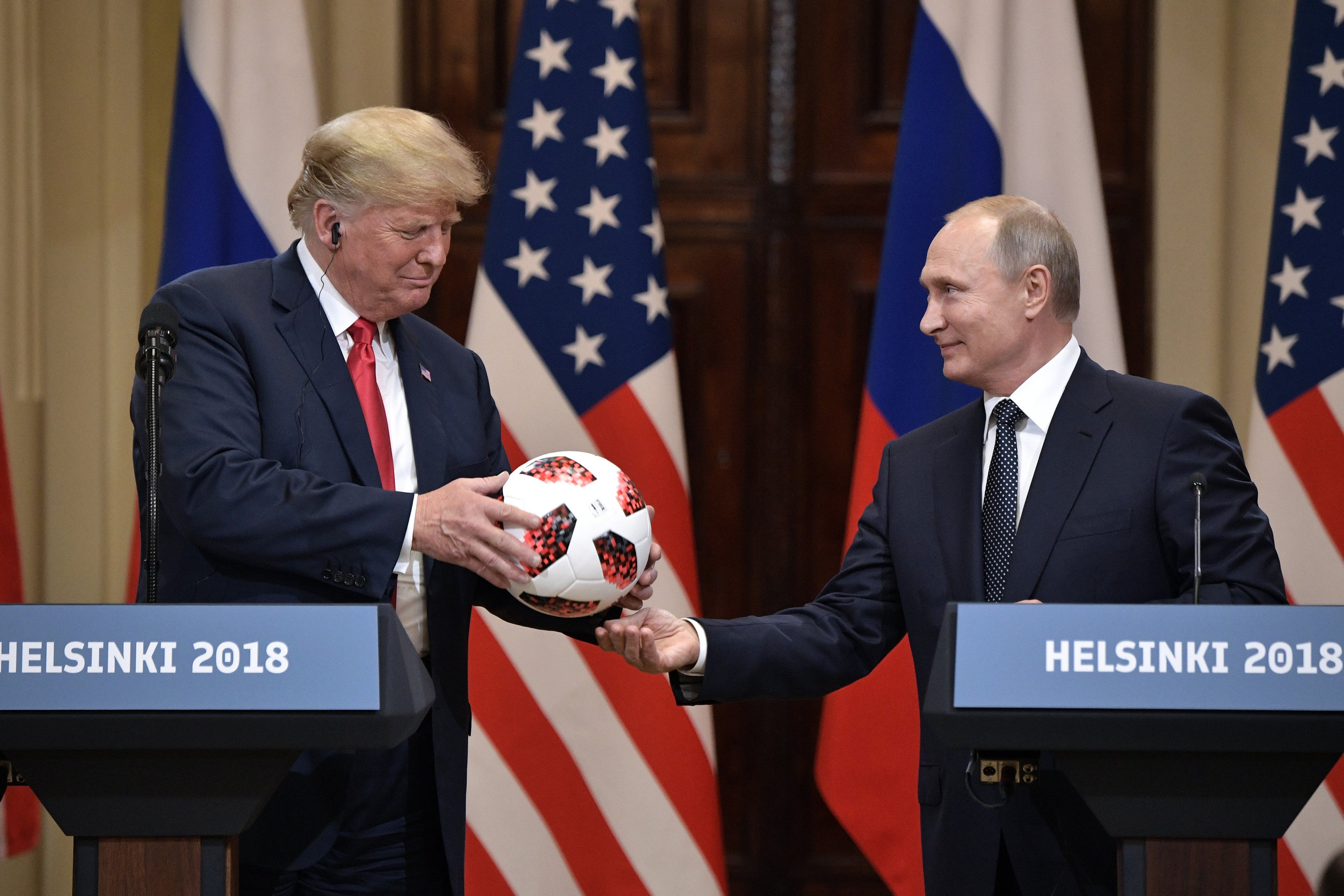
Путин дарит Трампу официальный мяч чемпионата мира по футболу 2018 года в России
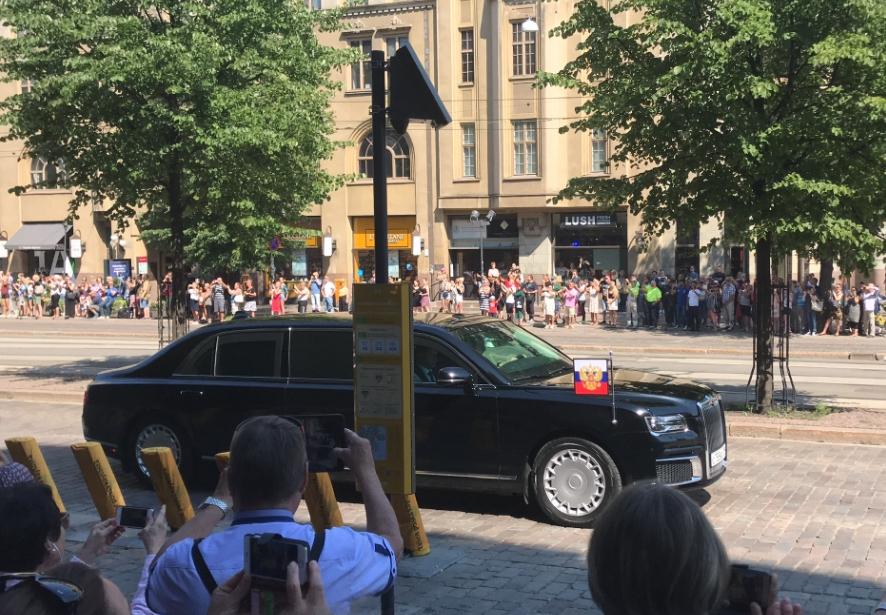
Автомобиль президента России в Хельсинки.
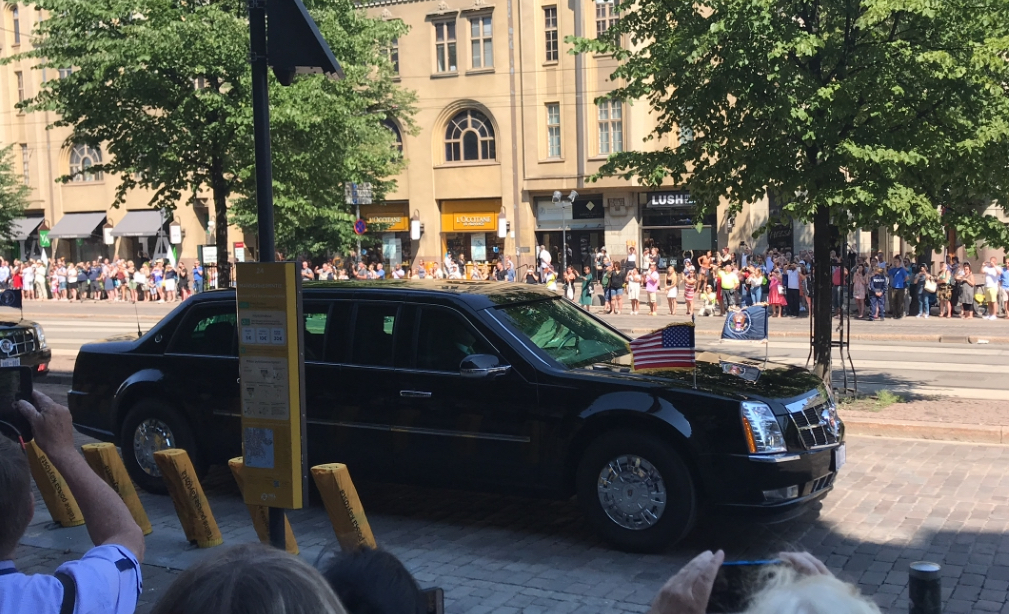
Автомобиль президента США в Хельсинки.